# Fujio Koyama
Pour les articles homonymes, voir Koyama.
 (janvier 2021).
La mise en forme du texte ne suit pas les recommandations de Wikipédia : il faut le « wikifier ».
Les points d'amélioration suivants sont les cas les plus fréquents. Le détail des points à revoir est peut-être précisé sur la page de discussion.
- Les titres sont pré-formatés par le logiciel. Ils ne sont ni en capitales, ni en gras.
- Le texte ne doit pas être écrit en capitales (les noms de famille non plus), ni en gras, ni en italique, ni en « petit »…
- Le gras n'est utilisé que pour surligner le titre de l'article dans l'introduction, une seule fois.
- L'italique est rarement utilisé : mots en langue étrangère, titres d'œuvres, noms de bateaux, etc.
- Les citations ne sont pas en italique mais en corps de texte normal. Elles sont entourées par des guillemets français : « et ».
- Les listes à puces sont à éviter, des paragraphes rédigés étant largement préférés. Les tableaux sont à réserver à la présentation de données structurées (résultats, etc.).
- Les appels de note de bas de page (petits chiffres en exposant, introduits par l'outil «  Source ») sont à placer entre la fin de phrase et le point final[comme ça].
- Les liens internes (vers d'autres articles de Wikipédia) sont à choisir avec parcimonie. Créez des liens vers des articles approfondissant le sujet. Les termes génériques sans rapport avec le sujet sont à éviter, ainsi que les répétitions de liens vers un même terme.
- Les liens externes sont à placer uniquement dans une section « Liens externes », à la fin de l'article. Ces liens sont à choisir avec parcimonie suivant les règles définies. Si un lien sert de source à l'article, son insertion dans le texte est à faire par les notes de bas de page.
- La présentation des références doit suivre les conventions bibliographiques. Il est recommandé d'utiliser les modèles {{Ouvrage}}, {{Chapitre}}, {{Article}}, {{Lien web}} et/ou {{Bibliographie}}. Le mode d'édition visuel peut mettre en forme automatiquement les références.
- Insérer une infobox (cadre d'informations à droite) n'est pas obligatoire pour parachever la mise en page.

Pour une aide détaillée, merci de consulter Aide:Wikification.
Si vous pensez que ces points ont été résolus, vous pouvez retirer ce bandeau et améliorer la mise en forme d'un autre article.
小山富士夫
Fujio Koyama (小山富士夫, Fujio Koyama, /kwajama fyʒjoː/) est un expert en céramique et poterie chinoise et japonaise, potier et écrivain né le 24 mars 1900 et décédé le 7 octobre 1975.

## Histoire

### Jeunesse et études
Né le 24 mars 1900 dans l'empire du Japon, Fujio Kayama commence à étudier la fabrication de la céramique avec Toto Yano à Seto en 1925 puis avec Zoroku Mashimizu à Kyoto l'année suivante. À cette époque le Japon s'intéresse particulièrement à la céramique chinoise. Koyama est ainsi de 1925 à 1930 voisin de Munemaru Ishiguro (1893-1968), un potier réputé pour sa maîtrise des glacis chinois. Ils étudient et travaillent ensemble, organisant même une exposition commune en 1930. 
Il retourne dans sa maison d'enfance à Tokyo en 1930, puis rentre à l'Institut Oriental de Céramique et entreprend d'axer ses recherches sur les céramiques au Japon, en Chine et en Corée.

### Politique et fin de vie
Nommé à la commission pour la protection des biens culturels du Japon, Koyama est l'instigateur de la création du système de Trésor National Vivant du Japon (人間国宝 (Ningen Kokuhō), en 1950. Impliqué dans un scandale dans lequel il est piégé par Tokuro Kato (加藤 唐九郎, Tokuro Kato), il doit démissionner de son poste et quitte le Japon. Il se réfugie dans les autres pays asiatiques dans lesquels il étudie la céramique. Il rentre ensuite dans son pays à Kamakura, où il décède le 7 octobre 1975.
En plus de ses publications scientifiques et ses livres, assez nombreux, Koyama est un potier réputé au Japon pour son savoir-faire et son refus de ne réaliser des poteries et des céramiques que d'un seul style.

## Style et notoriété
Certains décrivent le style de Koyama comme bâclé, et vulgaire. D'autres au contraire soulignent la passion de son art et ses remarquables qualités. Koyama ne s'est pas limité de plus à un style, mais en a réalisé de nombreux tel que le style Bizen ou bien encore le style Seto.
Koyoma est aujourd'hui reconnu comme ayant été trompé durant le scandale de la commission. Il est reconnu aujourd'hui, notamment par le gouvernement du Japon, pour avoir inventé et conçu le terme des Six Anciens Fours.

## Liste des œuvres
- 1949 : L'histoire de l'ancienne céramique chinoise (古代中国陶磁器の歴史, Kodaichūgoku tōjiki no rekishi?)

- 1961 : Deux mille ans de céramique orientale, écrit avec John Figgess (titre original : Two Thousand Years of Oriental Ceramics)
- 1961 : Céramique ancienne de l'Asie : Chine, Japon, Corée, Asie du Sud-Est, Proche-Orient (アジアの古代陶磁器：中国、日本、韓国、東南アジア、近東, Ajia no kodai tōjiki: Chūgoku, Nihon, Kankoku, Tōnan'ajia, kintō?)
- 1963 : Héritage de la céramique japonaise (日本の陶磁, Nihon Toji no Dento?)
- 1977 (posthume) : Collection Fujio Koyama (小山富士夫著作集, Koyama fujio chosaku-shū?)